# 아일랜드 유랑민
아일랜드 유랑민(Irish Travellers)은 아일랜드에 기원을 두고 아일랜드, 영국 ,미국 등지에서 유랑생활을 하는 유랑민 집단을 가리킨다. 그들 스스로는 Pavees라는 명칭을 사용하며, 아일랜드에서는 아일랜드어로 Lucht Siúil(걷는 사람이라는 뜻)라고 부른다. 유럽의 많은 국가들에서는 보통 이들을 얕보거나 경멸하기 위해 수많은 비하명칭을 만들었다. 그 중 하나가 Tinker 라고 하는 명칭인데, 이것은 주석세공을 하는 사람들이라는 뜻이나, 아일랜드 유랑민들에게는 모욕적인 언사로 취급된다.
아일랜드인으로 구성된 경우가 많으며, 현대 사회와 동떨어진 상태로 생활하는 방식 때문에 유럽에서 주로 거론되는 문제 중 하나로 종종 지목되기도 한다. 또한 유럽에서 아일랜드에 대한 혐오 정서가 증가하게 되는 원인 중 하나가 되었다.

## 기원
아일랜드 유랑민들의 기원은 정확히 밝혀져 있지 않다. 몇 가지 설이 있을 뿐이다. 가장 많이 지지되고 있는 설 중 하나로 아일랜드의 진짜 원주민이라는 설 부터, 아일랜드에 거주하던 켈트족 사회에서 갈라져 나왔다는 설도 있다. 제니퍼 호그(Jennifer Hough)에 따르면 실제로 이들의 조상이 최대 1천년 전까지 거슬러 올라갈 수 있다는 가능성을 보이는 연구가 있다.
아일랜드 유랑민의 주장에 따르면, 올리버 크롬웰의 아일랜드 원정과 아일랜드 대기근 때 집을 잃은 지주들이 기원이라고도 하는데 독일과 BBC의 연구에 따르면 신뢰성이 낮은 결과로 판단된다. 올리버 크롬웰의 원정 50년 전, 윌리엄 셰익스피어의 1594년 작품 말괄량이 길들이기에서도 아일랜드 유랑민들을 모티브로 한 등장인물을 다루고 있기 때문이다. 독일에서도 "고립된 역사적 사건으로 축소되어 거의 신빙성이 낮은, 아일랜드 유랑민의 창조 신화와 같다"고 보고했으며, 순회 상인들의 후손으로 판단한다.
그러나 이 모든 연구들은 정설로 여겨지지 않으며, 정확한 기원은 훨씬 복잡하다. 구전으로 역사 교육이 이루어져 그들에 대한 역사적 기록도 남아 있는 것이 없어 정확한 기원을 알아내기 힘들다. 복잡한 기원 때문에, 매 연구를 실행할 때 마다 새로운 기원의 가설이 나타나고 있다.
대부분은 순수 아일랜드인으로 구성되어 있는데, 구전되어 오는 전설에 따르면 아일랜드 유랑민들은 예수가 못박힌 십자가를 제작하는 것을 도운 양철공의 후손이라고 하며, 예수는 심판의 날이 다다를 때까지 이들을 저주했다고 한다. (물론 역사적 근거는 희박하다)
일반적으로 '집시'라는 이름으로 묶여 부르지만, 이들의 기원에 대한 유전적 연구에 따르면, 아일랜드 유랑민들은 인도 북부가 기원이라고 알려진 로마니인(집시), 혹은 중부 유럽을 기원으로 하는 예니셰인들과는 달리, 아일랜드인과 유전적으로 관련성이 있다. 그러나 일부 연구자들은 아일랜드 유랑민들에게만 나타나는 일부 유전병을 지적하고 있다. 이러한 유전병은 유랑민들 사이에만 대대로 지속된 족내혼이나 이들의 조상집단에 다른 아일랜드인들과 다른 유전적 효소가 영향을 준 것으로 보인다.
본래 주석을 가공하는 것으로 연명했다고 알려져 있어 '주석'을 뜻하는 Tin에 -er을 붙여 Tinker 라는 이름으로도 불리나, 현대에는 아일랜드 유랑민들을 모욕적으로 지칭하는 말이 되었다.

## 인구
오늘날에는 아일랜드 유랑민의 후손 다수가 더 이상 자신을 유랑민으로 밝히지 않기 때문에 정확한 인구는 확인할 수 없다. 2011년에는 아일랜드에서만 약 3만~4만명으로 추정되었는데 이는 아일랜드 인구의 0.6~0.7%를 차지하고 있다. 아일랜드부터 북아일랜드에서는 약 2천명이 살고 있다고 추산된다. 가까운 영국이나 독일에서도 그들과 관련된 보도가 잇따르며, 핀란드, 미국이나 오스트레일리아, 캐나다와 같이 아일랜드와 거리가 먼 지역에서도 아일랜드 유랑민에 대한 뉴스가 자주 보도되곤 한다. 이들은 약 30만~40만명이 전 세계에 걸쳐 있는 것으로 추정된다.

## 지역별
아일랜드 유랑민들은 다양한 지역에서 살고 있는 것으로 알려져 있다. 다음은 아일랜드 유랑민들이 거주하는 지역별 현황이다.

### 영국
영국에서 주로 거주하는 지역은 데일 팜이다. 데일 팜에서 10년 이상 불법 거주한 기록이 적발되어 강제 철거를 당한 사건이 있다. 1999년 영국의 한 보수당 정치인은 "도시 밖에서 굶주리게 내버려두어야 한다"고 제안했다. 유랑민 가족은 의료, 교육, 사회 복지 서비스 이용에 어려움을 겪는 경우가 많다.

### 북아일랜드
북아일랜드에서는 "남부인들의 침범" 이라고 하면서 부정적인 반응을 보인다. 노동조합 정치인들에 의해 "북아일랜드의 경제를 이용한다"라며 이따금씩 비난받고 있으며, 이로 인해 종종 노동조합 무장세력과 준군사 단체의 위협과 공격을 받기도 했다. 많은 곳에서 유랑민은 오늘날에도 여전히 존재하는 "아일랜드 유랑민 금지" 표시가 있는 호스텔과 공공 기관에 대한 접근을 거부당하고 있다.

### 독일
독일에는 뒤셀도르프 등 행사가 끝난 지역에 종종 출몰하는 경향이 있다. 더불어 아일랜드의 기념일, 즉 성 파트리치오 축일과 같은 날에 더욱 많은 아일랜드 유랑민들이 나타난다. 그러나 이들은 독일에서도 사회 문제로 알려져 있으며, 아일랜드 유랑민들에 대한 관용 논쟁이 지속되기도 하였다. 매년 수만 명의 전통 포장업자가 한 지역에 모일 수 있는데, 아일랜드 유랑민들의 공격적인 행동에 대한 언론 보도는 부정적인 이미지를 조장하기도 한다. 특히 호화로운 생활 수준을 유지할 때 필요한 자금 조달의 출처가 불분명해 보이기 때문이다. 더불어 독일에서 이들의 등장은 곧 언론 보도로 이어지는 경우가 많다. 2013년 8월엔 결혼식 방문객들이 본을 떠난 후, 본시는 스탠드에서 약 4톤의 폐기물을 제거해야 했다. 무료로 제공되는 이동식 화장실이 아일랜드 유랑민들에 의해 무너졌다. 아일랜드 유랑민들을 내쫓은 후 이들로 인해 발생한 높은 비용은 시의회에서 논의로 이어졌을 정도였다.
2017년에는 노르트라인베스트팔렌주(니더라인) 지역에서 아일랜드 유랑민이 나타나 며칠 동안 영업을 중단한 사건도 있었다.

### 오스트레일리아
오스트레일리아의 아일랜드 유랑민들 역시 오스트레일리아에서 좋은 지위에 있는 것은 아니며 '콘텐츠'로서 소비되는 경향이 강하나, 이들은 오스트레일리아 원주민들과 함께 싸우라고 하기도 하였고 오스트레일리아 원주민 사회가 10년간 시위와 집회를 벌인 후에야 2008년에 오스트레일리아 정부가 공식적으로 사과하는 일이 있었다. 그러나 이러한 움직임 때문에 오스트레일리아 당국에서는 이들을 향해 사회를 분열시키는 반역자와 같은 집단으로 파악하기도 한다.

### 뉴질랜드
뉴질랜드에서는 아일랜드 유랑민 집단이 "호빗을 보기 위해 뉴질랜드에 왔다" 라고 했는데, 해변에 쓰레기를 버리고 지역 주민들을 위협하였으며 일부 기물파손이 있었기 때문에 국가에서 추방당하는 사건이 일어났다.

## 언어와 관습
아일랜드 유랑민들은 셸타라는 언어, 혹은 아일랜드어나 아일랜드어의 변말인 칸트(Cant)를 사용한다. 셸타는 영어를 반대로 뒤집어 말하는 등의 강한 변형을 거친 영어 혹은 아일랜드 유랑민들의 유랑 과정에서 생겨난 독립적인 언어로 취급되는데, 문법, 단어 등의 용법이 거의 알려지지 않기도 했다. 그리고 이 언어를 외부인들에게 노출하지 않으려고 하기 때문에 언어 해독이 어렵다.
이들은 극도로 폐쇄적이며, 외부인을 아주 경계한다. 아이가 취학을 할 나이가 되었음에도 아이들을 학교에 보내지 않는 아일랜드 유랑민 부모들도 다수 존재한다. 때문에 학력이 매우 낮으며, 대다수가 문맹이다. 가족 및 유랑민 공동체의 교육을 통해 전근대적인 방식으로 지식과 가치를 전달하기에 생활수준 역시 매우 낮다. 이들은 유럽 지역에서뿐만 아니라 미국에도 퍼져 있다. 주로 술을 마시며 거칠고 난폭하게 행동하고, 소매치기와 도둑질을 하거나 심한 경우 강도질을 하기도 하는데 그때문에 아일랜드 유랑민들의 캠핑카가 발견될 경우 경찰이 출동하는 경우도 존재한다.
문제 해결 방식을 마치 결투와 같은 방식으로 결정하는데, 이 과정에서 반도 킥복싱이나 다른 격투기를 통해 서로를 한 쪽이 쓰러질 때까지 공격한다. 이것은 구성원 대부분이 마초 문화를 따르고 있기 때문에 이렇게 행동하는 것으로 분석된다. 이러한 것을 아일랜드 유랑민 싸움(Irish travellers fighting) 혹은 반도 킥복싱(Bando kick-boxing, bkb) 이라고 하는데 이러한 상황을 찍은 영상들이 유튜브나 데일리모션 등지에서 일종의 장르 및 콘텐츠로서 소비되곤 한다.
평균수명이 매우 낮아 2007년 조사에 따르면 40세 전후에 사망률이 매우 높다. 때문에 조혼을 시도하며 그 나이대는 10대 전후이다. 출산율도 높은 수준인데, 주로 산후계획이 없이 출산하는 경우도 많다. 대부분이 서로를 "종교적 또는 시민적 의식 없이 한 번에 결혼한 사람들"로 취급하여 무분별한 성관계를 시도하기도 한다. 때문에 아일랜드 유랑민은 유럽 공동체에서 가장 높은 수준의 출산율을 가지고 있을 것으로 추정된다. 건강 상태가 좋지 않은 특성상 조산의 가능성도 매우 높다. 여성은 월경을 시작하면 바깥에 보호자 없이는 나가지 못한다. 혼자 나가게 될 경우 그 여성 구성원은 '창녀'로서 낙인찍히고, 아일랜드 유랑민 사회에서 배척당하게 된다.
아일랜드 유랑민 출신 선수로 알려진 타이슨 퓨리의 이야기는 아일랜드 유랑민들의 생활이 알려지게 된 계기가 되곤 했다. 타이슨 퓨리의 어머니는 14명의 아이를 낳았으며, 타이슨 퓨리 역시 조산된 아이였기에 태어났을 때 450g밖에 되지 못하였다. 그는 10살이 되던 해부터 아스팔트 포장 일을 하고 있었지만, 아버지인 존 퓨리는 맥주 관련 논쟁을 시작으로 다른 아일랜드 유랑민과 싸움을 하는 도중 상대방을 실명시켜서 11년간 복역을 하게 되었다. 그는 더불어 타이슨 퓨리의 어머니를 폭행하고 유산시킨 경험도 존재한다. 그의 숙부인 피터 퓨리는 마약과 돈세탁으로 입건되었다. 이들은 정식적으로 인정되지 않았기에 이중국적 신청 등 많은 곳에서 제약이 있었다. 아일랜드 정부에서도 2017년에 들어서 하나의 소수민족으로 규정하면서 아일랜드 유랑민들도 시민으로 인정받을 수 있게 되었다.

## 유럽 내 차별
현대 사회와 동떨어져 생활하고 있는 특성 때문에 유럽 전역에서 사회 문제가 되기도 하며, 다른 유럽 국가 사람들과 마찰이 자주 일어나기도 한다. 또 아일랜드인이나 아일랜드계가 혐오와 멸시를 받는 원인이 되기도 한다. 많은 유럽인들은 이들을 향해 '유럽의 유일한 선사시대 민족'이라고 부르기도 했다. 오늘날에도 아일랜드 유랑민에 대한 차별 역시 강한 기조를 띠고 있으며, 종종 '인간을 닮은 생명체'와 같이 비하적으로 불리기도 한다. 아일랜드 유랑민들은 유럽인들 사이에서 기피되는 이유로 게으르고, 소외되고, 반사회적이라고 간주되며, 자신의 소유가 아닌 땅이나 집에 불법적으로 정착한다는 이유가 꼽히기도 한다. 아일랜드인들에 대한 부정적 편견은 이들로부터 나타난 것이 다수 있으며 과거에도, 심지어 오늘날에도 이들은 싸움을 좋아하고, 술에 중독되어 마음이 가볍고, 귀찮은 사람들이라는 평가를 받고 있다. 때문에 서비스를 직업으로 하는 개인들은 술집, 상점 및 호텔 등에서 서비스를 거부하는 경우가 많다.
교육수준이 낮기도 하여 문제가 되기도 하는데 자신들의 재산인 캠핑카 내부는 깨끗하게 유지하려 하는 반면, 다른 음식점이나 공원 등지의 시설물은 함부로 쓰는 경향이 많아 기물파손 등의 행위를 저지른다. 심각한 수준의 경우, 다른 학교의 운동장과 같은 부지에 단체로 머무르면서 배변활동을 하기도 한다. 이러한 문제점 때문에 많은 나라에서는 지원금과 주거지를 지급하여 동화를 시도하지만, 유랑민들은 자신들만의 문화를 소중히 여겨 자신들만의 사회를 형성하게 되었고 폐쇄적, 분리적인 성향을 가진다.
이들은 음주운전 및 폭행, 강도 등의 범죄를 저지르기 때문에 대부분의 유럽 국가들에게서 기피 대상이 되어 있으며, 유럽에 오는 유학생들에게도 아일랜드 유랑민에 대한 주의를 주기도 한다. 국가에 아무런 노동력을 제공하지도 않으며 교육도 받지 않고, 국가에서 주는 세금으로 연명하기 때문에 유럽에서 큰 반감을 가지고 있다.
많은 국가에서 아일랜드 유랑민들을 위한 정착지를 마련하지만 아일랜드 유랑민들은 정착을 불편하게 여기고, 다른 허가받지 않은 부지(공원과 같은 공공 공유지, 들판 및 기타 개인 소유 토지와 같은 개인 구획 포함)를 자주 이용한다. 때문에 주변 거주민들과 마찰을 빚기도 한다. 2011년에는 영국의 데일 팜에 10년 이상 불법체류한 캠핑카들을 강제 철거하는 사건이 일어났으며, 2017년에는 뒤셀도르프에서 아일랜드 유랑민들이 나타나 경찰에 신고되었고 경찰들은 강제 퇴거 조치를 하기도 하였다. 이러한 사건들마다 아일랜드 유랑민들은 자신들에게 허가된 부지가 부족하게 공급되고 있다고 주장하며, 집시 의회에서는 주거 공급 부족이 3,500명을 수용하기에는 부족하다고 한다.

### 유럽 지역별 차별
유럽 의회에 따르면 아일랜드에서 가장 차별받고 있는 집단으로 밝혔지만 법적 지지를 받을 수 있는 근거가 없어 불안정했다.

## 같이 보기
- 유럽의 유랑민
- 아일랜드인
- 화척

1. ↑  Hough, Jennifer (2011년 5월 31일). “DNA study: Travellers a distinct ethnicity” (영어). 2024년 8월 22일에 확인함.
2. ↑  “Irish Travellers split in 1600s - study”. 《BBC News》 (영국 영어). 2017년 2월 10일. 2024년 8월 22일에 확인함.
3. ↑  “Hessen: Irische Landfahrer hinterlassen Chaos”. 《Der Tagesspiegel Online》 (독일어). ISSN 1865-2263. 2024년 9월 9일에 확인함.
4. 1 2  “New Study on Irish Travellers Confirms Irish Ancestry and Estimates Split from Settled Community” (영어). 2024년 8월 22일에 확인함.
5. ↑  “Gene study reveals Irish Travellers' ancestry” (영어). 2017년 2월 13일. 2024년 8월 22일에 확인함.
6. ↑  “보관된 사본” (PDF). 2011년 7월 18일에 원본 문서 (PDF)에서 보존된 문서. 2024년 8월 22일에 확인함.
7. 1 2 3  이교준 (2011년 10월 20일). “영국 경찰, 아일랜드 유랑민촌 강제 철거”. 2024년 8월 22일에 확인함.
8. 1 2 3  “영국 정부, 아일랜드계 유랑민 구역 강제 철거”. 2011년 10월 20일. 2024년 8월 22일에 확인함.
9. 1 2 3  “Irische Wanderarbeiter in Düsseldorf: Tinker verlassen nach Polizeieinsatz Rheinwiesen” (독일어). 2017년 8월 9일. 2024년 8월 21일에 확인함.
10. ↑  Römpötti, Tommi (2012년 4월 1일). “Tielle - ja takaisin? : vanhempien odotuksista irtaantuminen elokuvissa Elokuu ja Roskisprinssi”. 《Lähikuva – audiovisuaalisen kulttuurin tieteellinen julkaisu》 25 (4): 6–24. doi:10.23994/lk.121157. ISSN 2343-399X.
11. ↑  “Three Irish men charged over 60 Melbourne burglaries” (영어). 2024년 5월 2일.
12. 1 2 3  “Breathless Irish men brawl at traveller's fair in 'worst fight ever'” (오스트레일리아 영어). 2016년 4월 20일. 2024년 8월 22일에 확인함.
13. ↑  Darvall, Kate (2018년 3월 12일). “Irish Gypsies who were scamming Brisbane have left to Hawaii”. 2024년 8월 22일에 확인함.
14. 1 2  Stevenson, Rachel (2010년 7월 27일). “Dale Farm Travellers: 'We won't just get up and leave'”. 《The Guardian》 (영국 영어). ISSN 0261-3077. 2024년 8월 22일에 확인함.
15. 1 2  Garrett, Paul Michael (2004년 6월 23일). 《Social Work and Irish People in Britain》. Bristol University Press. ISBN 978-1-84742-595-9.
16. ↑  Langenkämper, Von Jürgen (2009년 8월 18일). “"Tinker" machen Stadt unsicher | Minden” (독일어). 2024년 8월 22일에 확인함.
17. ↑  “Irische Traveller ziehen lautstark durch Wiesbaden | hessenschau.de | Panorama”. 2017년 8월 16일. 2017년 8월 16일에 원본 문서에서 보존된 문서. 2024년 8월 22일에 확인함.
18. ↑  “Nomaden mit Problemen: Irische Traveller reisen durch Deutschland” (독일어). 2019년 11월 4일. 2024년 8월 22일에 확인함.
19. ↑  “Vier Tonnen Müll abtransportiert Tinker-Randale hat Nachspiel im Rat | Express.de”. 2015년 11월 27일. 2015년 11월 27일에 원본 문서에서 보존된 문서. 2024년 8월 22일에 확인함.
20. ↑  Sroka, Marcel (2017년 8월 9일). “Irische Tinker sorgen für Aufruhr und Ärger am Niederrhein” (독일어). 2024년 8월 22일에 확인함.
21. ↑  Conneely, Ailbhe (2022년 10월 13일). “'Keep fighting for Govt apology', Irish Travellers told” (영어).
22. ↑  Lonergan, Aidan. “'Irish Traveller family' who dumped rubbish on New Zealand beach and 'threatened locals' served with deportation order”. 2024년 8월 22일에 확인함.
23. ↑  Brown, Vanessa (2019년 1월 19일). “How one family became the national enemy of New Zealand”. 《news.com.au》. 2024년 8월 22일에 확인함.
24. ↑  Velupillai, Viveka (2015). 《Pidgins, Creoles and mixed languages: an introduction》. Creole Language Library. Amsterdam ; Philadelphia: John Benjamins Publishing Company. ISBN 978-90-272-5271-5.
25. ↑  “Education” (영국 영어). 2024년 8월 21일에 확인함.
26. ↑  《Rules of the road》 (PDF).
27. ↑  Bhreatnach, Aoife (2006). 《Becoming Conspicuous: Irish Travellers, Society and the State, 1922-70》 (영어). University College Dublin Press. ISBN 978-1-904558-61-3.
28. ↑  Patel, Toral R.; Bosmia, Anand N.; Tubbs, R. Shane (2016년 1월). “Pugilism among Irish Travelers: cultural tradition and the fight bite injury”. 《Journal of Injury and Violence Research》 8 (1): 63–64. doi:10.5249/jivr.v8i1.673. ISSN 2008-2053. PMC 4729335. PMID 26391188.
29. ↑  ““A ferocious fight” – John Connors on Ireland’s Travellers and enduring centuries of state violence” (영어). 2024년 8월 22일에 확인함.
30. 1 2  “50% of Travellers die before 39 - study”. 2016년 2월 6일. 2016년 3월 20일에 원본 문서에서 보존된 문서. 2024년 8월 21일에 확인함.
31. ↑  McElwee, Niall C.; Jackson, Ashling; Charles, Grant (2003). “Towards a sociological understanding of Irish Travellers: introducing a people”. 《Irish Journal of Applied Social Studies》 4 (1): 110. ISSN 1393-7022.
32. ↑  Griffin, Christopher (2008). 《Nomads Under the Westway: Irish Travellers, Gypsies and Other Traders in West London》 (영어). Univ of Hertfordshire Press. ISBN 978-1-902806-54-9.
33. ↑  Helleiner, Jane (2001년 12월 31일). “Irish Travellers”. doi:10.3138/9781442676312.
34. ↑  “The Travellers' Health Status Study” (PDF). Irish Dept. of Health. 1987. 2007년 11월 20일에 원본 문서 (PDF)에서 보존된 문서. 2009년 6월 15일에 확인함. p24
35. ↑  Starks, Tim (2015년 12월 2일). “Tyson Fury: a few facts about the new heavyweight champion of the world”. 《The Guardian》 (영국 영어). ISSN 0261-3077. 2024년 8월 22일에 확인함.
36. ↑  “Tyson Fury: a lion-hearted champion with a talent for controversy” (영어). 2015년 12월 7일. 2024년 8월 22일에 확인함.
37. ↑  News, Manchester Evening (2011년 2월 14일). “Father of boxing champion Tyson Fury jailed for gouging a man's eye out after a 12 year feud over a bottle of beer” (영어). 2024년 8월 22일에 확인함.
38. ↑  “보관된 사본”. 2017년 4월 21일에 원본 문서에서 보존된 문서. 2024년 8월 22일에 확인함.
39. ↑  “Q&A: What does ethnic recognition mean for Irish Travellers?” (영어). 2024년 8월 22일에 확인함.
40. ↑  "Ireland with Emily", in New Bats in Old Belfries (1945)
41. ↑  Bancroft, Angus (2000년 5월). “Paul Hainsworth (ed.), Divided Society: Ethnic Minorities and Racism in Northern Ireland, London: Pluto Press, 1998, £14.99 paperback, xiv+270 pp. (ISBN 0-7453-1195-4)”. 《Sociology》 34 (2): 347–372. doi:10.1017/s0038038500270235. ISSN 0038-0385.
42. ↑  Dalby, Douglas (2015년 10월 29일). “Sympathy Is Short-Lived for Irish Minority Group After Deadly Fire”. 《The New York Times》 (미국 영어). ISSN 0362-4331. 2024년 8월 22일에 확인함.
43. ↑   (2017년 4월 26일). “Travellers accused of leaving behind piles of POO and pair of toilets after invading park for holiday” (영어). 2024년 8월 22일에 확인함.
44. 1 2  ITM Review of the 1963 Commission on Itinerancy (PDF). 《itmtrav.ie/key-reports/》 (보고서) (영어) (Irish Traveller Movement). 2013. 14쪽. 2020년 11월 19일에 원본 문서 (PDF)에서 보존된 문서. 2021년 5월 23일에 확인함. ... the first policy document developed by the state that specifically looks at Travellers is not looking at methods of supporting the culture and values of Travellers, but at methods of absorbing or assimilating Travellers into the majority population and essentially ending Traveller identity.
45. ↑  “Councils 'must find Gypsy sites'” (영국 영어). 2005년 1월 27일. 2024년 8월 22일에 확인함.
46. ↑  Danaher, Patrick Alan; Kenny, Máirín; Remy Leder, Judith, 편집. (2009년 4월 10일). 《Traveller, Nomadic and Migrant Education》. Routledge. ISBN 978-0-203-87867-5.